# Jezička prava
Jezička prava obuhvataju ljudska i građanska prava koja se tiču korišćenja jezika u privatnom i javnom prostoru. Pravo na jezik je fundamentalno za lični i kolektivni identitet. Neka od jezičkih prava su: pravo na upotrebu svog jezika, pravo na očuvanje svog jezika i njegovo prenošenje narednoj generaciji, pravo na korišćenje imena i prezimena na svom jeziku, pravo na školovanje na svom jeziku, pravo na izražavanje, primanje, slanje i razmenu obaveštenja i ideja na svom jeziku. 

## Istorijat jezičkih prava
Jezička prava su postala jedna od centralnih tema u razvoju međunarodnih ljudskih i manjinskih prava nakon Drugog svetskog rata. To se poklapa sa procesom dekolonizacije kada manjinske i autohtone zajednice počinju da ističu svoj identitet, osnivaju organizacije i rade na ostvarivanju svojih ljudskih prava i sloboda. 
Međunarodna povelja o ljudskim pravima prvi je međunarodni dokument koji pruža neku meru zaštite od diskriminacije na jezičkoj osnovi. 
Godine 1975. oformljen je Svetski savet za autohtono stanovništvo kao krovna organizacija nad svim organizacijama manjinskih i autohtonih zajednica. Ujedinjene nacije su otvorile vrata za pripadnike autohtonih zajednica 1977. godine, kada je prva organizacija autohtonog stanovništva dobila konsultativni status u okviru Ekonomskog i društvenog saveta. 
Zakonski principi koji se tiču jezičkih prava u početku su se svodili na to da zaštite pripadnike manjina od diskriminacije, ali vremenom su se razvili u pravcu aktivne „pozitivne diskriminacije“ – obavezivanju država da aktivno unapređuju uslove za očuvanje i razvoj manjinskih i autohtonih jezika, ulažući novac u omogućavanje obrazovanja na manjinskim jezicima i obezbeđivanje administrativnih, sudskih i drugih usluga na tim jezicima.
Međunarodna organizacija rada je 1989. godine donela Konvenciju 169 o autohtonim i plemenskim narodima u nezavisnim državama, čiji član 28.3 glasi: „Biće preduzete mere da se sačuva i unapredi razvoj i upotreba autohtonih jezika.“
Savet Evrope je 1992. godine usvojio Evropsku povelju o regionalnim i manjinskim jezicima. Povelja se odnosi samo na jezike autohtonog stanovništva sastavu države, a isključuje jezike migranata. Mere zaštite odnose se na domen obrazovanja (član 8), sudske vlasti (član 9), na upravu i javne službe (10), medije (11), kulturne aktivnosti i ustanove (12), privredni i društveni život (član 13) i na prekograničnu razmenu (14). Konvencija je stupila na snagu 1. marta 1998. godine. Povelju je ratifikovalo 25 evropskih država uključujući i Srbiju (koja ju je ratifikovala 15. februara 2006. godine). Srbija je kao manjinske jezike prepoznala: albanski, hrvatski, vlaški, bosanski, bugarski, mađarski, rumunski, rusinski, romski, slovački i ukrajinski jezik.
Univerzalna deklaracija o jezičkim pravima usvojena je u Barseloni 1996. godine.

## Jezička prava i međunarodne konvencije
Neke od međunarodnih konvencija, povelja i deklaracija koje u svojim odredbama pokrivaju i jezička prava su:
- Evropska konvencija o ljudskim pravima, koju je doneo Savet Evrope 1950. godine
- Konvencija protiv diskriminacije u obrazovanju, Unesko, 1960. godine
- Međunarodna konvencija o ukidanju svih oblika rasne diskriminacije, Ujedinjene nacije, 1965. godine
- Konvencija o dečjim pravima, Ujedinjene nacije, 1989. godine
- Deklaracija o pravima pripadnika nacionalnih ili etničkih, verskih i jezičkih manjina, Ujedinjenje nacije, 1992. godine
- Univerzalna deklaracija o pravima autohtonog stanovništva, 2007. godine

## Lingvistička ljudska prava
Pored mnogobrojnih zakona i preporuka, realna situacija je takva da društvene, političke i ekonomske prakse primoravaju pripadnike manjina da svojevoljno napuštaju svoje maternje jezike tako što im ne omogućavaju alternativne institucije (vrtiće, zdravstvo, škole...). Jedna trećina svetske populacije nema pristup obrazovanju na maternjem jeziku. Zbog toga neki autori insistiraju na razlikovanju jezičkih prava i lingvističkih ljudskih prava, gde bi lingvistička ljudska prava podrazumevala jezička prava koja su neophodna za dostojanstven život, a to su npr. pravo na identitet baziran na jeziku, pristup maternjem jeziku/jezicima, pristup zvaničnom jeziku, mogućnost obrazovanja na maternjem jeziku, pravo manjinskih grupa da se održe kao posebne sa svojim posebnim jezicima i da ne budu prisiljene na zamenu jezika; a jezička prava podrazumevala bi sva prava koja su preko osnovnih potreba i koja obogaćuju pojedinca, npr. pravo na učenje stranih jezika. Ograničena mogućnost ljudi da koriste svoj maternji jezik, kao i ograničena mogućnost da govore dominantni ili zvanični jezik države – može isključiti ljude iz obrazovanja, političkog života i pristupa pravdi. 

## Jezička prava u nekim mnogojezičnim zemljama
Mnogojezične države sa velikim brojem etničkih zajednica najčešće rešavaju pitanje jezičkih prava teritorijalno – dajući kooficijelni status jezicima etničkih grupa koji se govore na njihovim teritorijama, pa tako Indija ima 22 zvanična jezika (engleski i hindi su zvanični na svim teritorijama, a ostali imaju kooficijelni status na pojedinim teritorijama),Rusija ima 18 zvaničnih jezika , Zimbabve 16 (od kojih je jedan znakovni jezik) , a Južnoafrička republika 11.
U afričkoj republici Eritreji vlada je odlučila da nijedan jezik ne proglasi za zvanični. Predsednik Afeverki je izjavio: „Naša politika je jasna i tu nema pogađanja. Svako može da uči jezik koji želi i niko neće biti prinuđen da koristi ovaj ili onaj zvanični jezik“. U Meksiku takođe ne postoji zvanični jezik na federalnom nivou iako je to de fakto španski. 
Druge države, poput Kanade, Singapura, Kenije, Ruande – rešile su pitanje jezičkih prava ne prema teritorijalnom principu već prema individualnom – dajući svakom građaninu pravo da koristi neki od zvaničnih jezika na nivou cele države. 
Neke zemlje štite manjinske jezike dajući im status nacionalnih jezika, npr. u Meksiku taj status ima 68 autohtonih jezika.
U nekim zemljama jezici su podeljeni na osnovu domena upotrebe, pa pored zvaničnih postoje i tzv. radni ili proceduralni jezici – jezici koji služe kao sredstvo komunikacije administrativnih službi ili pak u privredi, obrazovanju. Tako su u azijskoj državi Istočni Timor pored tetuma i portugalskog koji su zvanični, engleski i indonežanski radni jezici, a u Malaviju pored čeva jezika koji je jezik nacionalnog identiteta, engleski je radni jezik. U Maroku pored arapskog i berberskog koji su zvanični, francuski i engleski su jezici edukacije, a hasanija jezik prisutan je u medijima. 
Novi Zeland je jedina zemlja koja je proglasila znakovni jezik za jedan od zvaničnih. 

## Jezička prava i Ustav Republike Srbije
Jezička prava obuhvaćena su većim brojem članova Ustava. 
Član 10 propisuje da je u službenoj upotrebi srpski jezik i ćiriličko pismo, a da se službena upotreba drugih jezika i pisama uređuje zakonom, dok član 21 štiti od diskriminacije na jezičkoj osnovi.
Član 75 garantuje pripadnicima nacionalnih manjina da sami odlučuju o službenoj upotrebi svog jezika i pisma, u skladu sa zakonom. 
Član 79 garantuje:
- pravo na izražavanje, čuvanje, negovanje, razvijanje i javno izražavanje nacionalne, etničke, kulturne i verske posebnosti;
- pravo na upotrebu simbola nacionalne manjine na javnim mestima;
- pravo na korišćenje jezika i pisma nacionalne manjine;
- pravo da u sredinama gde manjine čine značajnu populaciju, državni organi, organizacije kojima su poverena javna ovlašćenja, organi autonomnih pokrajina i jedinica lokalne samouprave vode postupak i na njihovom jeziku;
- pravo na školovanje na jeziku nacionalne manjine u državnim ustanovama i ustanovama autonomnih pokrajina;
- pravo na osnivanje privatnih obrazovnih ustanova;
- pravo da nose ime i prezime na jeziku nacionalne manjine;
- pravo da u sredinama gde čine značajnu populaciju, tradicionalni lokalni nazivi, imena ulica, naselja i topografske oznake budu ispisane i na jeziku nacionalne manjine;
- pravo na potpuno, blagovremeno i nepristrasno obaveštavanje na jeziku nacionalne manjine, uključujući i pravo na izražavanje, primanje, slanje i razmenu obaveštenja i ideja;
- pravo na osnivanje sopstvenih sredstava javnog obaveštavanja, u skladu sa zakonom.